# معجزة تايوان

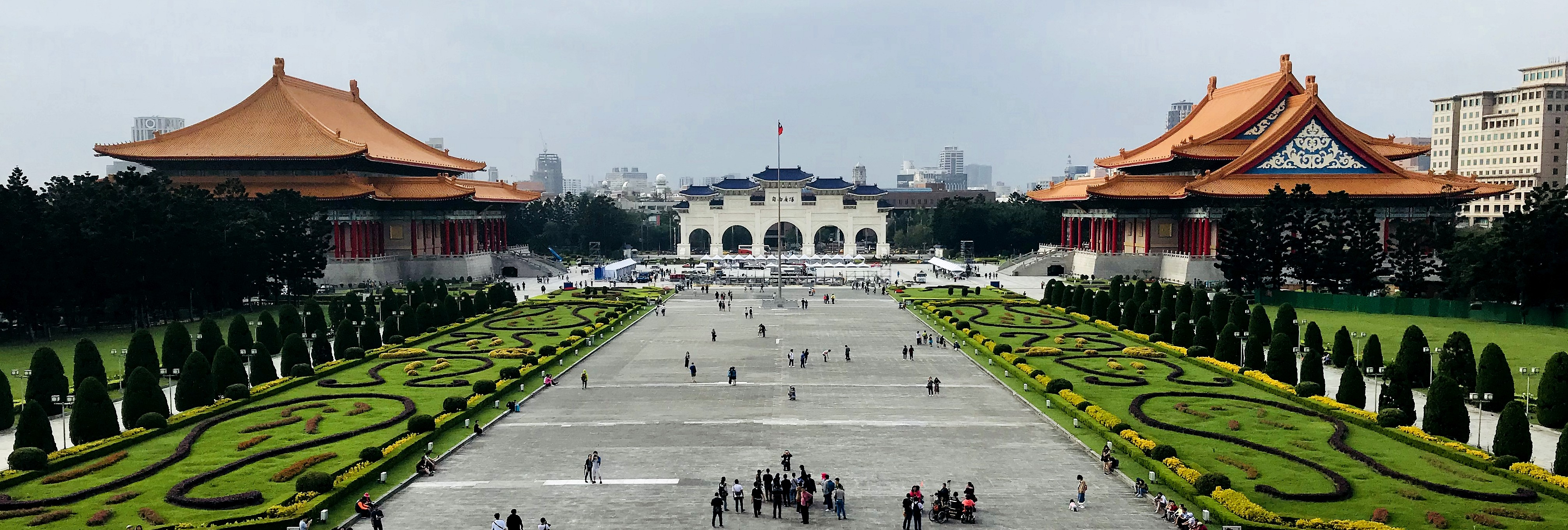
ساحة الحرية، تايبيه، تايوان.

معجزة تايوان أو المعجزة الاقتصادية لتايوان يشير إلى التصنيع السريع والنمو الاقتصادي لتايوان خلال النصف الأخير من القرن العشرين. كما تطورت جنبا إلى جنب مع سنغافورة وكوريا الجنوبية وهونغ كونغ، أصبحت تايوان معروفة باعتبارها واحدة من «النمور الآسيوية الأربعة».

## خلفية
بعد فترة من التضخم المفرط في أواخر الأربعينيات من القرن الماضي عندما طغى نظام شين يي العسكري والتحول إلى يوان التايوان الجديد مقابل الين الياباني السابق، أصبح من الواضح أن هناك حاجة إلى عملة جديدة ومستقرة. بالإضافة إلى 4 مليارات دولار من المساعدات المالية والقروض الميسرة التي قدمتها الولايات المتحدة (بالإضافة إلى التحفيز الاقتصادي غير المباشر للمساعدات الغذائية والعسكرية الأمريكية) خلال الفترة 1945-1965، كان لدى تايوان رأس المال اللازم لإعادة تشغيل اقتصادها. علاوة على ذلك، وضعت حكومة الكومينتانغ العديد من القوانين وإصلاحات الأراضي التي لم تسنها بشكل فعال في الصين القارية.
قانون إصلاح الأراضي، المستوحى من نفس القانون الذي كان يسنه الأمريكيون في اليابان المحتلة، أزال الطبقة المالكة (بطريقة مشابهة لليابان)، وخلق عددًا أكبر من الفلاحين الذين قاموا، بمساعدة الدولة، بزيادة الإنتاج الزراعي بشكل كبير. وقلبت رأس المال وخلقت القوى العاملة الزراعية للعمل في القطاعات الحضرية. ومع ذلك، فرضت الحكومة على الفلاحين تجارة غير متكافئة مع الاقتصاد الصناعي، مع ضوابط الائتمان والأسمدة وتبادل غير النقدي لتجارة المنتجات الزراعية (الآلات) للأرز. مع سيطرة البنوك (في ذلك الوقت، كونها مملوكة للحكومة)، وتراخيص الاستيراد، وجهت الدولة الاقتصاد التايواني لاستيراد التصنيع البديل، وخلق الرأسمالية الأولية في سوق محمية بالكامل.
كما قامت، بمساعدة الوكالة الأمريكية للتنمية الدولية، بإنشاء بنية تحتية صناعية ضخمة، تطوير الاتصالات، وتطوير النظام التعليمي. تم إنشاء العديد من الهيئات الحكومية وتم سن خطط مدتها أربع سنوات. بين عامي 1952 و 1982، كان معدل النمو الاقتصادي في المتوسط 8.7 ٪، وبين عامي 1983 و 1986 بنسبة 6.9 ٪. نما الناتج القومي الإجمالي بنسبة 360 ٪ بين عامي 1965 و 1986. كانت نسبة الصادرات العالمية أكثر من 2 ٪ في عام 1986، مقارنة بالبلدان الصناعية الأخرى في الآونة الأخيرة، ونما الناتج العالمي للإنتاج الصناعي بنسبة 680 ٪ بين عامي 1965 و 1986. تقليص الفجوة الاجتماعية بين الأغنياء والفقراء (معامل جيني: 0.558 في 1953، 0.303 في 1980)، أقل من بعض دول أوروبا الغربية، لكن تباطأ النمو في الثمانينيات. كما تحسنت الرعاية الصحية والتعليم ونوعية الحياة. هذا من خلال المساعدات الاقتصادية الأمريكية، مما دعم تكلفة الإنتاج المحلي المرتفعة. كانت مرونة النظام الإنتاجي والهيكل الصناعي تعني أن الشركات التايوانية كانت لديها المزيد من الفرص للتكيف مع الوضع الدولي المتغير والاقتصاد العالمي.
في عام 1959، قام برنامج من 19 نقطة للإصلاح الاقتصادي والمالي، بتحرير الضوابط السوقية، وتحفيز الصادرات وتصميم إستراتيجية لجذب الشركات الأجنبية ورؤوس الأموال الأجنبية. تم إنشاء منطقة لتجهيز الصادرات في كاوهسيونغ وفي عام 1964، كانت شركة جنرال آنسترومنت رائدة في عملية التجميع الإلكتروني الخارجي في تايوان. تحركت الشركات اليابانية للاستفادة من الأجور المنخفضة، والافتقار إلى القوانين والضوابط البيئية، والقوى العاملة المثقفة والقادرة، ودعم الحكومة. لكن نواة الهيكل الصناعي كانت وطنية، وكان يتألف من عدد كبير من الشركات الصغيرة والمتوسطة الحجم، التي تم إنشاؤها داخل الأسر مع مدخرات الأسرة، وشبكات تعاونيات الادخار (بينيين). كان لديهم دعم من الحكومة في شكل إعانات وقروض المعارين من قبل البنوك.
ظهر معظم هذه الشبكات لأول مرة في المناطق الريفية بالقرب من المناطق الحضرية، حيث شاركت العائلات في العمل (في الطرود التي تملكها وفي الورش الصناعية في نفس الوقت). على سبيل المثال، في عام 1989 في تشانجوا، أنتجت الشركات الصغيرة ما يقرب من 50 ٪ من المظلات في العالم. اجتذبت الدولة الشركات الأجنبية من أجل الحصول على المزيد من رؤوس الأموال والوصول إلى الأسواق الأجنبية، لكن الشركات الأجنبية الكبرى حصلت على عقود مع هذه الشبكة الضخمة من الشركات الصغيرة الحجم، والتي كانت تمثل نسبة مئوية مهمة للغاية من الناتج الصناعي.
لم يمثل الاستثمار الأجنبي أبدًا عنصرًا مهمًا في الاقتصاد التايواني، مع استثناء ملحوظ في السوق الإلكترونية. على سبيل المثال، في عام 1981، كان الاستثمار الأجنبي المباشر مجرد 2 ٪ من الناتج القومي الإجمالي، وكانت الشركات الأجنبية تستخدم 4.8 ٪ من إجمالي القوى العاملة، وكان إنتاجها 13.9 ٪ من إجمالي الإنتاج وصادراتها كانت 25.6 ٪ من صادرات البلاد. تم تسهيل الوصول إلى الأسواق العالمية من قبل الشركات اليابانية والمستوردين الأمريكيين، الذين كانوا يريدون علاقة مباشرة مع العلامات التجارية التايوانية. لم يتم إنشاء شركات كبيرة متعددة الجنسيات (كما هو الحال في سنغافورة)، أو تكتلات وطنية ضخمة (مثل تشايبول الكورية الجنوبية)، ولكن بعض المجموعات الصناعية، بدعم من الحكومة، نمت، وأصبحت في التسعينيات شركات ضخمة ذات الطابع الدولي.
كان معظم التطوير بفضل مرونة الشركات العائلية التي أنتجت للتجار الأجانب الموجودين في تايوان وللشبكات التجارية الدولية بمساعدة الوسطاء. لكن الدولة هي التي نسقت عملية التصنيع، حيث أنشأت البنية التحتية، وجذبت الاستثمارات الأجنبية، وقررت الأولويات الاستراتيجية، وعند الضرورة، فرضت شروطها.

## عصر العولمة

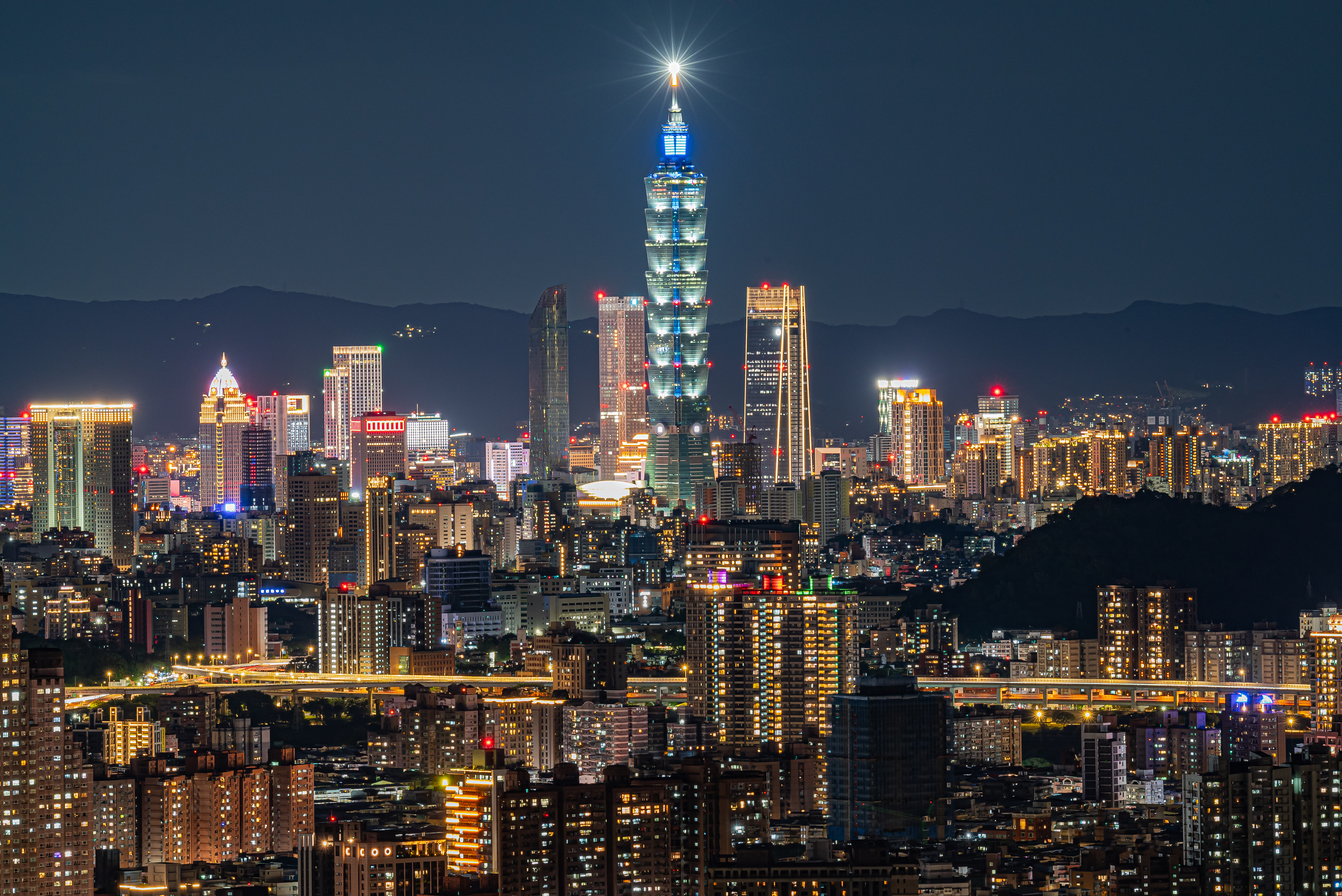
أفق تايبيه الليلي من هونغلودي: تأملات في معالم المدينة الحديثة والتاريخية

في سبعينيات القرن الماضي، كانت الحمائية في ازدياد، وحولت الأمم المتحدة الاعتراف من جمهورية الصين إلى جمهورية الصين الشعبية باعتبارها الممثل الشرعي الوحيد لجميع الصين. تم طرد تايوان بموجب قرار الجمعية العامة 2758 واستبدل في جميع أجهزة الأمم المتحدة بجمهورية الصين الشعبية. بدأ حزب الكومينتانغ عملية تعزيز وتحديث الصناعة، وخاصة في التكنولوجيا المتقدمة (مثل الإلكترونيات الدقيقة، وأجهزة الكمبيوتر الشخصية والأجهزة الطرفية). بنيت واحدة من أكبر وأنجح متنزهات التكنولوجيا في سين شو، بالقرب من تايبيه.
أصبحت العديد من العلامات التجارية التايوانية موردة مهمة لشركات معروفة في جميع أنحاء العالم مثل آي بي إم، في حين أنشأت شركات أخرى فروع في وادي السيليكون وأماكن أخرى داخل الولايات المتحدة وأصبحت معروفة. كما أوصت الحكومة صناعات النسيج والملابس بتعزيز جودة وقيمة منتجاتها لتجنب حصص الاستيراد التقييدية، وعادةً ما تقاس بالحجم. شهد العقد أيضًا بدايات حركة نقابية مستقلة بعد عقود من القمع. وقعت بعض الأحداث المهمة في عام 1977، والتي أعطت النقابات الجديدة دفعة.
أحدها كان تشكيل نقابة مستقلة في شركة الشرق الأقصى للمنسوجات بعد جهد دام عامين مما أضعف مصداقية الاتحاد السابق الذي كانت تسيطر عليه الإدارة. كان هذا أول اتحاد كان قائماً بشكل مستقل عن حزب الكومينتانغ في تاريخ تايوان بعد الحرب (رغم أن حزب الكومينتانغ احتفظ بعضوية أقلية في لجنته). بدلاً من استخدام الأحكام العرفية السائدة على الدولة لسحق النقابة، تبنت الإدارة النهج الأكثر حذراً في شراء أصوات العمال في أوقات الانتخابات. ومع ذلك، فشلت هذه المحاولات مرارًا وتكرارًا، وبحلول عام 1986، كان جميع القادة المنتخبين نقابيين حقيقيين.
في الثمانينيات، أصبحت تايوان قوة اقتصادية، باقتصاد ناضج ومتنوع، ووجود قوي في الأسواق الدولية واحتياطيات ضخمة من العملات الأجنبية. تمكنت شركاتها من التواجد في الخارج، وتدويل إنتاجها، والاستثمار على نطاق واسع في آسيا (بشكل رئيسي في الصين) وفي بلدان أخرى من منظمة التعاون الاقتصادي والتنمية، وخاصة في الولايات المتحدة.
ارتفاع الرواتب ونقابات العمال المنظمة بشكل أفضل في تايوان، إلى جانب تخفيض حصص التصدير التايوانية يعني أن الشركات التايوانية الكبرى نقلت إنتاجها إلى الصين وجنوب شرق آسيا. المجتمع المدني في دولة متقدمة الآن، أراد الديمقراطية، وكان رفض دكتاتورية الكومينتانغ أكبر يومًا بعد يوم. حدثت خطوة كبيرة عندما أصبح لي تنغ هوي، وهو مواطن من تايوان، رئيسًا، وبدأ حزب الكومينتانغ مسارًا جديدًا يبحث عن الشرعية الديمقراطية.
يجب أن نتذكر جانبين: كان حزب الكومينتانغ في قلب الهيكل وسيطر على العملية، وأن الهيكل كان عبارة عن شبكة صافية من العلاقات بين الشركات، بين الشركات والدولة، بين الشركات والسوق العالمية بفضل الشركات التجارية والتبادلات الاقتصادية الدولية. تم استبعاد التايوانيين الأصليين إلى حد كبير من الحكومة التي يهيمن عليها البر الرئيسي، حيث ذهب الكثير منهم إلى عالم الأعمال.
في عام 1952، كان نصيب الفرد من الناتج القومي الإجمالي لتايوان يبلغ 170 دولارًا، مما يضع اقتصاد الجزيرة بين زائير والكونغو. لكن بحلول عام 2010، ارتفع نصيب الفرد من إجمالي الناتج القومي التايواني، بتعادل القوة الشرائية (PPP)، إلى 35,227 دولار، على غرار مثيله في اقتصادات أوروبا الغربية المتقدمة واليابان.
وفقًا للاقتصادي بول كروغمان، فإن النمو السريع أصبح ممكناً بفضل الزيادة في رأس المال والعمالة ولكن ليس بزيادة الكفاءة. بمعنى آخر، زاد معدل الادخار وتم إطالة ساعات العمل، ودخل الكثير من الأشخاص، مثل النساء، إلى قوة العمل.  
يشير دوايت بيركنز وآخرون إلى بعض العيوب المنهجية في أبحاث كروغمان وألين يونغ، ويشيرون إلى أن نمو تايوان يمكن أن يعزى إلى زيادة الإنتاجية. وتحققت هذه التعزيزات في الإنتاجية من خلال إصلاح الأراضي، والتغيير الهيكلي (التحضر والتصنيع)، وسياسة اقتصادية لتشجيع الصادرات بدلاً من الواردات. [بحاجة لمصدر]

## النمو في المستقبل

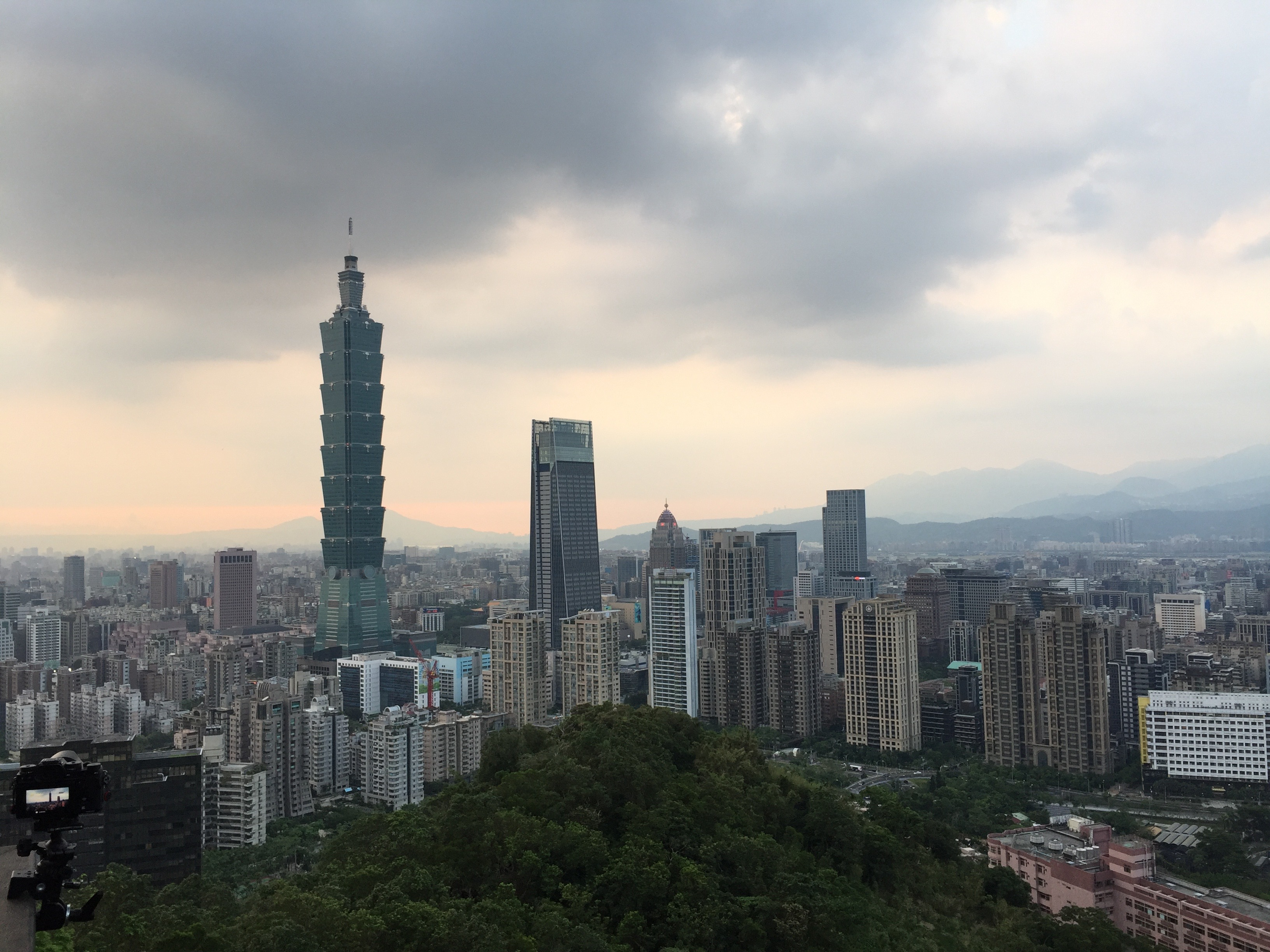
أفق تايبيه في عام 2017.

أصبح النمو الاقتصادي أكثر تواضعا منذ أواخر التسعينيات. أحد العوامل الرئيسية لفهم هذه البيئة الجديدة هو صعود الصين، حيث قدم نفس الشروط قبل 40 عامًا في معجزة تايوان (بيئة سياسية واجتماعية هادئة، عمالة رخيصة ومتعلمة، وغياب نقابات عمالية مستقلة). للاستمرار في النمو، يجب على الاقتصاد التايواني أن يتخلى عن صناعاته كثيفة القوى العاملة، والتي لا يمكنها التنافس مع الصين أو فيتنام أو غيرها من البلدان غير المتقدمة، والحفاظ على الابتكار والاستثمار في تكنولوجيا المعلومات. منذ التسعينيات، سمح للشركات التايوانية بالاستثمار في الصين، ويطالب عدد متزايد من رجال الأعمال التايوانيين بتسهيل الاتصالات بين جانبي مضيق تايوان.
أحد الاختلافات الرئيسية مع تايوان هو التركيز على تعليم اللغة الإنجليزية. والهدف النهائي هو عكس هونغ كونغ وسنغافورة، أن تصبح بلدًا يجيد ثلاث لغات (التايوانية؛ الماندرين، اللغة الوطنية لكل من جمهورية الصين الشعبية الشيوعية وتايوان؛ والإنجليزية)، لتصبح جسر بين الشرق والغرب).
وفقًا للأسواق المالية الغربية، يظل توحيد القطاع المالي مصدر قلق لأنه مستمر بوتيرة بطيئة، مع انقسام السوق إلى درجة أنه لا يسيطر أي بنك على أكثر من 10٪ من السوق، والحكومة التايوانية ملزمة من قبل منظمة التجارة العالمية، في معاهدة الانضمام، لفتح هذا القطاع بين عامي 2005 و 2008.
ومع ذلك، يقدر العديد من المحللين الماليين أن هذه المخاوف تستند إلى التصوير المرئي للنموذج الغربي ولا تأخذ بعين الاعتبار نموذج النمر الآسيوي الذي تم إثباته بالفعل. ومع ذلك، في الآونة الأخيرة، أصبحت ديون بطاقات الائتمان مشكلة كبيرة، لأن تايوان ليس لديها قانون إفلاس فردي. لا تزال تايوان غير متطورة في بعض القطاعات، مثل الافتقار إلى سوق السندات، وهو الدور الذي شغلته استثمارات صغيرة موجهة نحو رجال الأعمال أو الاستثمار المباشر من قبل أشخاص أجانب.
بشكل عام، البنية التحتية للنقل جيدة جدًا وتستمر في التحسن، خاصة في الجانب الغربي من الجزيرة. يجري حاليا زيادة العديد من التحسينات في البنية التحتية، مثل أول خطوط نقل سريع تم افتتاحها في كاوشيونغ في عام 2008 ومضاعفة حجم نظام النقل السريع في تايبي بحلول عام 2013 ؛ الطرق السريعة في البلاد متطورة للغاية وفي حالة صيانة جيدة وتستمر في التوسع، خاصة على الساحل الشرقي الأقل تطوراً والأقل سكانًا، وقد تم تطبيق نظام رسوم إلكتروني مثير للجدل مؤخرًا.
يعتبر استكمال خدمة السكك الحديدية عالية السرعة التايوانية التي تربط جميع المدن الرئيسية على الساحل الغربي، من تايبيه إلى كاوهسيونغ، إضافة رئيسية لبنية النقل في تايوان. اختارت حكومة تايوان جمع التمويل الخاص في بناء هذه المشاريع، والسير على طريق البناء-التشغيل-النقل، ولكن لا يزال هناك حاجة إلى تمويل عام كبير وتم الكشف عن العديد من الفضائح. ومع ذلك، من المأمول أن يكون الانتهاء من هذه المشاريع بمثابة حافز اقتصادي كبير، تمامًا مثل إنعاش مترو أنفاق تايبيه في سوق العقارات هناك.

### قطاع التكنولوجيا

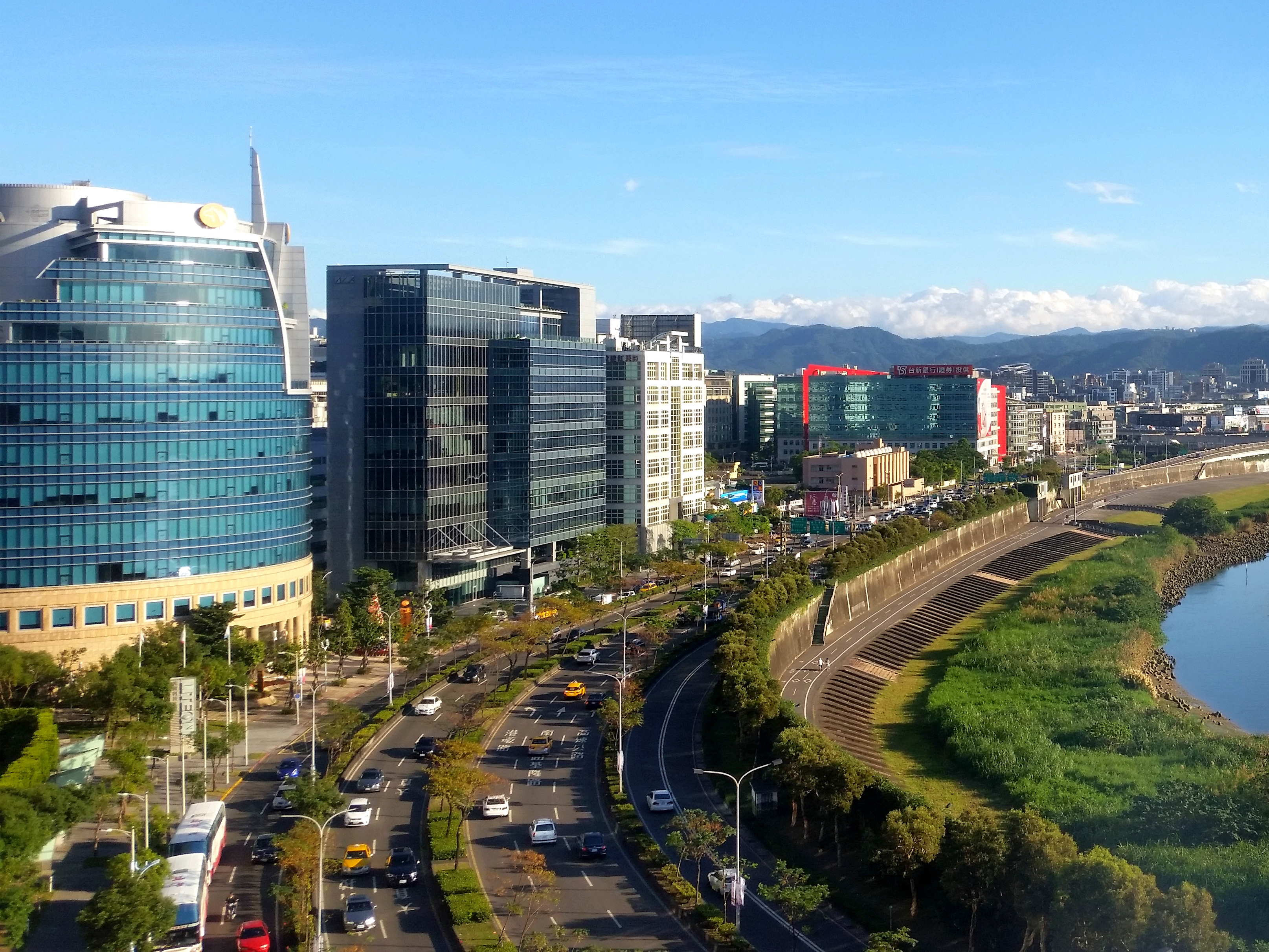
منتزه تايبيه نيهو للتكنولوجيا

تستمر تايوان في الاعتماد بشكل كبير على قطاع التكنولوجيا لديها، وهو متخصص في تصنيع المصادر الخارجية. وتشمل التطورات الأخيرة رفع السلسلة الغذائية في بناء العلامة التجارية والتصميم. تصنيع شاشة العرض البلوري السائل ومصابيح صمام ثنائي باعث للضوء هما أحدث قطاعين تتحرك فيهما الشركات التايوانية. تريد تايوان أيضا الانتقال إلى قطاع التكنولوجيا الحيوية، وإنشاء فلورية الحيوانات الأليفة مثل الأسماك والبحوث المفيدة في بروتينات فلورية خضراء للخنزير. تايوان هي أيضًا من أكبر مزارع بساتين الفاكهة.
كان قطاع تكنولوجيا المعلومات والالكترونيات في تايوان مسؤولاً عن عدد كبير من المنتجات منذ الثمانينات. تم إنشاء معهد بحوث التكنولوجيا الصناعية (ITRI) في عام 1973 لتلبية الطلبات الجديدة من صناعة التكنولوجيا الناشئة. وقد أدى ذلك إلى إنشاء شركات ناشئة مثل شركة شركة تايوان لصناعة أشباه الموصلات المحدودة (TSMC) وإنشاء مجمع هسينشو للعلوم والصناعة (HSP)، والذي يضم حوالي 520 شركة عالية التقنية و 150.000 موظف. بحلول عام 2015، يمثل الجزء الأكبر من حصة السوق العالمية من اللوحات الأم (89.9 في المائة)، والتلفزيون الكبلي (84.5 في المائة)، وأجهزة الكمبيوتر المحمولة (83.5 في المائة) كلاً من الإنتاج المحلي والخارجي. احتلت المرتبة الثانية في إنتاج شاشات الكريستال السائل الترانزستور (41.4 في المائة) والثالث في إنتاج شاشات الكريستال السائل (27 في المائة) والصمام التنائي الباعث للضوء (19 في المائة). ومع ذلك، لا تزال تايوان تعتمد اعتمادًا كبيرًا على رأس المال والتقنيات البحرية، حيث تستورد ما يصل إلى 25 مليار دولار أمريكي من الآلات والمعدات الكهربائية من البر الرئيسي للصين، و 16 مليار دولار أمريكي من اليابان، و 10 مليارات دولار أمريكي من الولايات المتحدة  ، نمت صناعة شاشة عرض سائلة ذات ترانزستور بغشاء رقيق في تايوان بشكل أساسي من توظيف الأفراد الموجه من اليابان ونشر التكنولوجيا بين الشركات لصد المنافسين الكوريين. ويرجع ذلك إلى الاتجاه الفريد لتايوان للمؤسسات الصغيرة والمتوسطة الموجهة نحو التصدير (SME) - وهي نتيجة مباشرة لتحديد أولويات السوق المحلية من قبل الشركات المملوكة للدولة (SOE) في سنوات تكوينها. حين أتاح تطوير الشركات الصغيرة والمتوسطة تحسين القدرة على التكيف في السوق والشراكات بين الشركات، ظلت معظم الشركات في تايوان مصنّعة للمعدات الأصلية (OEM) ولم تتوسع - باستثناء شركات مثل آيسر وأسوس - لتصنيع التصميم الأصلي (OBM). توفر هذه الشركات الصغيرة والمتوسطة «ابتكارًا تدريجيًا» فيما يتعلق بالتصنيع الصناعي، لكن لا، وفقًا لديتر إرنست من مركز الشرق والغرب، وهو مركز فكري في هونولولو، يتجاوز «فخ السلع»، الذي يعيق الاستثمار في العلامات التجارية ومشاريع البحث والتطوير.
بعد تنصيب الرئيس التايواني الجديد تساي إنغ ون، سن الحزب التقدمي الديمقراطي سياسات مبنية على استمرار التأثير العالمي لصناعة تكنولوجيا المعلومات في تايوان. تهدف مبادرة صناعاتها المبتكرة "5 + 2" إلى تجديد وتنشيط اقتصاد تايوان البطيء إلى تعزيز القطاعات الرئيسية مثل التكنولوجيا الحيوية والطاقة المستدامة والدفاع الوطني والآلات الذكية ومشروع «وادي السيليكون الآسيوي». الرئيس تساي نفسه رئيس لشركة تايميد للمستحضرات الدوائية الحيوية، وهي شركة ناشئة تقودها الدولة لتطوير المستحضرات الصيدلانية البيولوجية مع موريس تشانغ، الرئيس التنفيذي لشركة تايوان لصناعة أشباه الموصلات المحدودة، كمستشار خارجي. في 10 نوفمبر 2016، صودق رسمياً على خطة ترويج طبية حيوية بميزانية قدرها 10.94 مليار دولار تايواني (346.32 مليون دولار أمريكي). في حفل افتتاح وكالة تنمية وادي السيليكون في آسيا (ASVDA) في ديسمبر 2016، أكد نائب الرئيس تشن شين جين على الأهمية المتزايدة لتعزيز ليس فقط قدرات البحث والتطوير المحلية، ولكن أيضًا جاذبية الاستثمار الأجنبي. على سبيل المثال، يركز الآن مجمع هسينشو للعلوم والصناعة 40 في المائة من إجمالي القوى العاملة على «البحث والتطوير وتطوير التكنولوجيا». زادت نفقات البحث والتطوير تدريجياً: في عام 2006، بلغت 307 مليارات دولار تايواني، لكنها ارتفعت إلى 483.5 مليار دولار تايواني (16 مليار دولار أمريكي) في عام 2014، أي ما يقرب من 3 في المائة من الناتج المحلي الإجمالي. قام تقرير التنافسية العالمية للمنتدى الاقتصادي العالمي 2017-2018 بتوضيح ما يصل إلى 140 دولة، حيث صنفت تايوان في المرتبة 16 في التعاون بين الجامعات والصناعة في مجال البحث والتطوير، والمركز العاشر في إنفاق الشركات على البحث والتطوير، والمركز الثاني والعشرين في القدرة على الابتكار. بلغ إجمالي الاستثمارات الصينية والأجنبية المعتمدة في الخارج 11 مليار دولار أمريكي  في عام 2016، بزيادة هائلة من 4.8 مليار دولار أمريكي في عام 2015. ومع ذلك، فإن تقرير لجنة الاستثمار بوزارة الشؤون الاقتصادية (MOEAIC) الشهري في أكتوبر 2017 قدرت انخفاضًا في إجمالي الاستثمار الأجنبي المباشر (بين يناير وأكتوبر 2017) إلى 5.5 مليار دولار أمريكي، وهو ما يمثل انخفاضًا بنسبة 46.09 في المائة مقارنة بنفس الفترة من عام 2016 (10.3 مليار دولار أمريكي).

### العلاقات عبر المضيق
تم الانتهاء من النقاش حول فتح «الروابط الثلاثة» مع جمهورية الصين الشعبية في عام 2008، مع كون الخطر الأمني المتمثل في الاعتماد الاقتصادي على البر الرئيسي للصين هو أكبر عائق. عن طريق خفض تكاليف النقل، كان من المأمول أن يتم إعادة المزيد من الأموال إلى تايوان وأن تكون الشركات قادرة على الاحتفاظ بمراكز العمليات في تايوان أثناء نقل الصناعات التحويلية وغيرها من المرافق إلى البر الرئيسي للصين.
تم إسقاط قانون يحظر على أي شركة أن تستثمر في جمهورية الصين الشعبية أكثر من 40٪ من إجمالي أصولها في البر الرئيسي في يونيو 2008، عندما قامت حكومة الكومينتانغ الجديدة بتخفيف قواعد الاستثمار في البر الرئيسي للصين. أعيد فتح الحوار من خلال المنظمات شبه الرسمية (SEF و ARATS) في 12 يونيو 2008 على أساس إجماع عام 1992، مع عقد الاجتماع الأول في بكين. وتأمل تايوان أن تصبح مركز عمليات رئيسي في شرق آسيا.

### اتفاقيات التجارة الحرة الإقليمية
في حين أن الصين لديها بالفعل اتفاقيات تجارة حرة دولية (FTA) مع العديد من الدول من خلال العلاقات الثنائية والمنظمات الإقليمية، فإن «عامل بكين» أدى إلى عزل تايوان المتعمد عن اتفاقيات التجارة الحرة المحتملة. عند توقيع اتفاقية إطار التعاون الاقتصادي (ECFA) مع الصين في 29 يونيو 2010 - والتي سمحت بتحرير التجارة من التخفيضات الجمركية  - لم يكن الرئيس السابق ما يينغ جيو يؤكد فقط على علاقة اقتصادية مستقرة مع الصين، ولكن أيضا لتهدئة خصومها تجاه تورط تايوان في اتفاقيات التجارة الحرة الأخرى. وقعت تايوان في وقت لاحق اتفاقيات التجارة الحرة مع اثنين من الأعضاء المؤسسين للشراكة عبر المحيط الهادئ (TPP) في عام 2013: نيوزيلندا (ANZTEC)  وسنغافورة (ASTEP). زادت الصادرات إلى سنغافورة بنسبة 5.6 في المائة بين عامي 2013 و 2014، ولكنها انخفضت بنسبة 22 في المائة بحلول عام 2016. في عام 2013، واجه اتفاق متابعة التجارة الثنائية مع جمهورية الصين الشعبية، اتفاقية تجارة الخدمات عبر المضيق (CSSTA)، مظاهرات كبيرة يقودها الطلاب - حركة عباد الشمس - في تايبيه واحتلال لليوان التشريعي. زعمت المعارضة  أن الاتفاق التجاري من شأنه أن يعوق كفاءة الشركات الصغيرة والمتوسطة، التي تضم 97.73 في المئة من إجمالي الشركات في تايوان في عام 2016. لا تزال الشراكة عبر المحيط الهادئ، من ناحية أخرى، تمثل فرصة لتايوان. بعد اجتماع القادة الاقتصاديين آيبيك في نوفمبر 2017، أعرب الرئيس تساي عن دعمه العميق للتقدم المحرز فيما يتعلق بالشراكة عبر المحيط الهادئ  - بالنظر إلى أن الرئيس الأمريكي دونالد ترامب انسحب من الصفقة التجارية في وقت سابق من العام. عزز الرئيس تساي أيضًا «السياسة الجديدة المتجه جنوبًا»، عكسيًا سياسات «الذهاب جنوبًا» التي أيدها الرئيسان السابقان لي تنغ هوي في عام 1993 وتشن شوي بيان في عام 2002، مع التركيز على الشركاء في منطقة آسيا والمحيط الهادئ مثل رابطة دول جنوب شرق آسيا (آسيان)، أستراليا ونيوزيلندا.

## روابط خارجية
- إقليم جمركي منفصل في تايوان، بينغو ، كينمن وماتسو (تايبيه الصينية) ومنظمة التجارة العالمية
- النفوذ الاقتصادي الصيني والمخاوف الأمنية لتايوان فيما يتعلق بالعلاقات الاقتصادية عبر المضيق